# Westdeutscher Beobachter

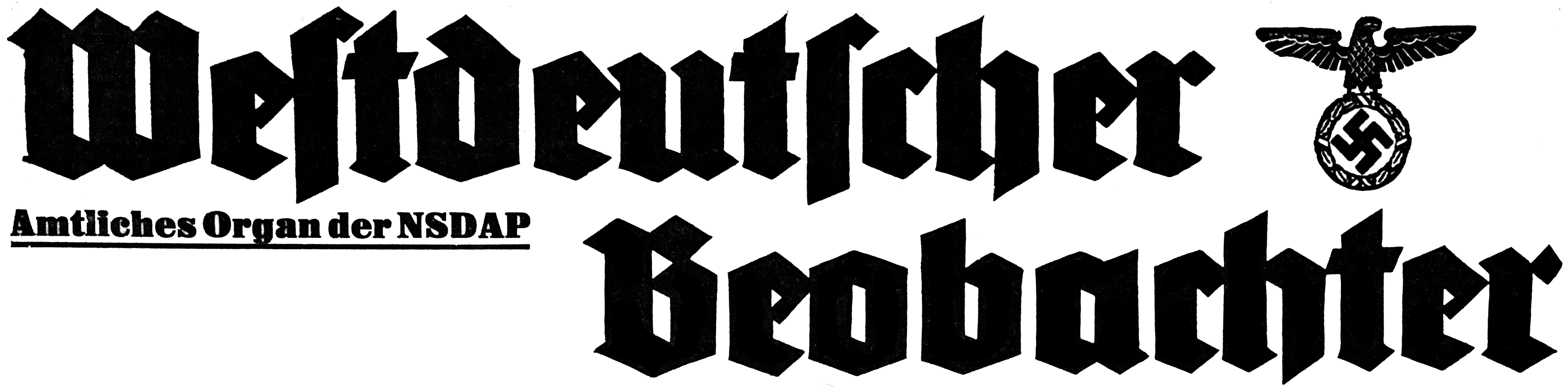

Westdeutscher Beobachter a fost un ziar de extremă dreaptă înființat la data de 10 mai 1925, difuzat în partea de vest a Germaniei. De la început, ziarul a fost caracterizat printr-un antisemitism vehement și o opoziție clară față de Republica de la Weimar. 
În februarie 1933 publicația a fost acaparată de naziști, care au intensificat activitatea antisemită. Pe 3 aprilie 1933, Westdeutscher Beobachter a pretins boicotul oamenilor de afaceri evrei. Westdeutscher Beobachter a fost desființat în 1945, după terminarea celui de-al Doilea Război Mondial. 